# Chrudimská komorní filharmonie
Chrudimská komorní filharmonie je symfonický orchestr působící v Chrudimi od roku 2006. Jeho členskou základnu tvoří především učitelé a žáci ZUŠ Chrudim a hudebníci z blízkého okolí.

## Historie
Orchestr navazuje na tradici Chrudimské filharmonie, která ve městě působila v letech roku 1909-1974. Dirigenty Chrudimské filharmonie byli Jaroslav Král, Jindřich Siegel, Jaromír Lahůlek, František Teplý, Karel Židek, Antonín Devátý a nyní Martin Profous.
Názvy Chrudimské filharmonie: Volné orchestrální sdružení, Chrudimská filharmonie, Symfonický orchestr závodního klubu ROH n. p. Transporta, Symfonický orchestr JKP Chrudim a nyní Chrudimská komorní filharmonie.

## Repertoár
Repertoár tvoří artificiální (klasická) symfonická tvorba, ale jsou uváděny i tituly hudby stojící mimo tento rámec (příkladem je spolupráce s chrudimskými jazzovými orchestry). Orchestr pořádá Chrudimské rendez-vous, na které zve spřátelené soubory z celé republiky, spolupracuje též s pěveckými sbory a sám uskutečňuje další koncerty pro široké publikum. Dirigentem je Martin Profous.